# فرودگاه شهرستان سوت وود
فرودگاه شهرستان سوت وود (به انگلیسی: South Wood County Airport) (به زبان بومی: Alexander Field) یک فرودگاه همگانی بهره‌برداری هوایی با کد یاتا ISW است که یک باند فرود آسفالت دارد و طول باند آن ۱۶۷۶ متر است. این فرودگاه در کشور ایالات متحده آمریکا قرار دارد و در ارتفاع ۳۱۱ متری از سطح دریا واقع شده است.